# FCR San Antonio
El FCR San Antonio es un club de fútbol de Perú, de la provincia de Mariscal Nieto en el Departamento de Moquegua. Fue fundado en el mes de septiembre del 2022 y desde 2025 participa en la Liga 3, la tercera categoría del fútbol nacional.

## Historia

### Fundación
El FCR San Antonio fue fundado el 10 de septiembre de 2022 en el distrito de San Antonio, Moquegua.

### 2024: El ascenso a Liga 3
Participó en la Liga Distrital de San Antonio y campeona la liga distrital. Posteriormente, pudo obtener el campeonato de la Liga Provincial de Mariscal Nieto, al superar por puntos a la Academia Ticsani. Fue Campeón de la Liga Departamental de Moquegua al estar por encima del equipo Hijos del Altiplano en el cuadrangular final, clasificando así a la Etapa Nacional de la Copa Perú 2024.
Tras la creación de la Liga 3 para el año 2025 quedó con mayores chances de ascenso. Consiguieron la clasificación a la siguiente fase tras quedar en la vigesimosexta posición. 
En dieciseisavos de final logró eliminar al Juventud Alfa con un resultado global de 3 a 1. En octavos de final fueron eliminados por el Deportivo Ucrania con un resultado global de 2 a 7.
Sin embargo tras tener mejor rendimiento que el otro representante de Moquegua (Hijos del Altiplano) en el año de su fundación logró el ansiado ascenso a la nueva Liga 3 que daría inicio la siguiente temporada.

## Datos del club
- Temporadas en Primera División: 0.
- Temporadas en Segunda División: 0.
- Temporadas en Tercera División: 1 (2025 - Act.).
- Mayor goleada conseguida:
  - En campeonatos nacionales de local: FCR San Antonio 3:0 Juventud Alfa (14 de mayo de 2025).
  - En campeonatos nacionales de visita: .
- Mayor goleada recibida:
  - En campeonatos nacionales de local: FCR San Antonio 0:4 Defensor José María Arguedas (27 de abril de 2025).
  - En campeonatos nacionales de visita: Defensor José María Arguedas 4:0 FCR San Antonio (15 de junio de 2025).

## Estadio

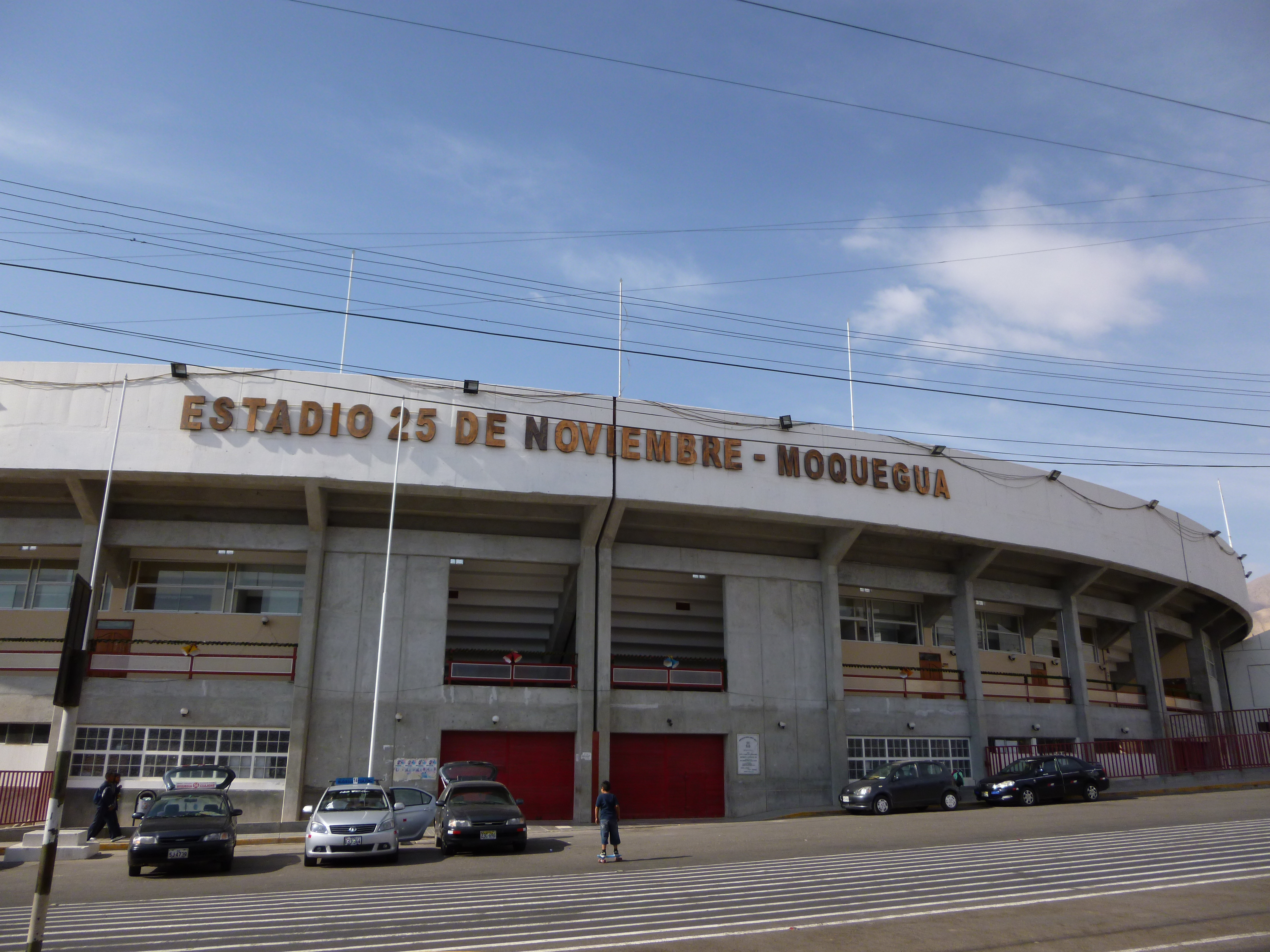
Estadio 25 de Noviembre de Moquegua.

El club juega la mayoría de sus partidos como local en el Estadio 25 de Noviembre. El estadio tiene una capacidad para 21 000 personas, es propiedad del Instituto Peruano del Deporte. Fue inaugurado en el año 2009 con el partido entre Cobresol y el América Cochahuayco, en el que se impuso el cuadro local por 1-0. Tenía un aforo para 9.000 espectadores, estando aún en construcción. 

## Entrenadores
- Emerson Camargo (2024-2025)

## Palmarés

### Torneos regionales
| Competición regional                    | Títulos | Subcampeonatos |
| --------------------------------------- | ------- | -------------- |
| Liga Departamental de Moquegua (1/0)    | 2024    |                |
| Liga Provincial de Mariscal Nieto (1/0) | 2024    |                |
| Liga Distrital de San Antonio (1/0)     | 2024    |                |